# Зиман, Лев Яковлевич
Лев Яковлевич Зиман (1900, Скопин Рязанской губернии―1956, Москва) — советский экономико-географ, картограф, профессор.

## Биография
Родился 12 июля 1900 года в городе Скопин Рязанской губернии.
В 1921 окончил Саратовский экономический институт. В 1926—1930 годах принимал участие в работе по изданию Большой советской энциклопедии.
С 1930 по 1933 год преподавал в Международной ленинской школе, одновременно с этим работал в Исполкоме Коминтерна. В 1934—1937 годах работал заместителем директора Большого советского атласа мира.
В 1937 году назначен главным редактором Главного управления геодезии и картографии. С 1938 профессор Высшей дипломатической школы.
Участник Великой Отечественной войны, мобилизован в Красную Армию в 1941 году. После войны в 1947 году полностью посвятил себя преподавательской и научной деятельности. Преподавал в МГУ и Московском институте международных отношений.
Занимался исследованиями в области методологии и методике экономического районирования капиталистических стран, экономической картографии, а также теоретическим вопросам географии зарубежных стран (основные работы были по США).
Профессор Высшей дипломатической школы, МГУ, Московского института международных отношений.
Умер 27 сентября 1956 года, похоронен в Москве на Новодевичьем кладбище.

## Семья
- Отец — Яков Шимонович Зиман, аптекарь в Скопине.
- Жена — Анна Исааковна Зиман (Шлифштейн) (1898—1963), географ, преподаватель.
  - Сын — Ян Львович Зиман (1922—2009), лауреат Государственной премии СССР (1984), заслуженный деятель науки РФ.